# متیو بویس
متیو بویس (به انگلیسی: Mathieu Bois) (زادهٔ ۶ ژوئیهٔ ۱۹۸۸) شناگر اهل کانادا است.